# Premio Lasker
El Premio Albert Lasker de Investigación Médica ha sido entregado anualmente desde 1946 a personas vivas que hayan hecho contribuciones a la ciencia médica. Está administrada por la Fundación Lasker, fundada por el pionero de la publicidad Albert Lasker y su esposa Mary Woodward Lasker (después convertidos en activistas de la medicina). Los premios a veces son llamados los "Nobel estadounidenses".
Los cuatro principales premios son:
- Premio Albert Lasker de Investigación Médica Básica
- Premio Albert Lasker de Investigación Médica Clínica
- Premio Mary Woodard Lasker al Servicio Público (renombrado en el 2000 como Premio Albert Lasker por Servicio Público)
- Premio Especial Albert Lasker (1994-)

En 2023 el Premio Lasker fue concedido en su modalidad de Investigación Básica a Demis Hassabis y John M. Jumper, por la invención de  AlphaFold, un programa de inteligencia artificial para predicción de estructuras de proteínas; en la modalidad de Investigación Médica Clínica fueron James G. Fujimoto, David Huang y Eric A. Swanson por la invención de la tomografía de coherencia óptica; y finalmente el Premio Especial fue para Piet Borst por sus 50 años de carrera científica, su liderazgo y enseñanza.